# Suidakra
SuiAkrA és una banda alemanya de death metal melòdic amb influències del folk metal i del cèltic metal. Al llarg dels seus catorze anys de carrera, han actuat en més de 200 concerts en diverses gires per Europa i Rússia, i una gira per Nord Amèrica. Aquesta banda és coneguda per fer servir instruments tradicionals, com la cornamusa, el banjo i el whistle per potenciar el so.

## Història
La banda SuidAkrA es va fundar l'any 1994 pel guitarra Arkadius Antonik i el bateria Stefan Möller amb el nom Gloryfication. Van enregistrar dues demos amb diversos components fins que, finalment, es van consolidar amb la teclista Daniela Voigt, el guitarra Marc Schoenen i el baix Christoph Zacharowski. Aquell mateix any es va canviar el nom de la banda per SuidAkrA (Arkadius escrit a l'inrevés).
El 1997, ells mateixos van publicar el seu primer àlbum, Lupine Essence. L'àlbum va atraure l'atenció de la discogràfica alemanya Last Episode i van signar un acord. El 1998, la banda va començar a enregistrar el seu segon àlbum, Auld Lang Syne, i, poc després que sortís al mercat, Nils Bross va substituir Christoph Zacharowski al baix.
Lays from Afar i The Arcanum van ser publicats el 1999 i el 2000, respectivament. En aquest punt, el so de la banda s'havia acostat cap al death metal melòdic de moltes bandes de l'àrea de Götenborg. Després del llançament de The Arcanum, Daniela Voigt i Stefan Möller van deixar el grup i Marcel Schoenen va deixar de ser guitarra per concentrar-se en compondre les cançons.
El 2001, SuidArkA va signar un acord amb la Century Media Records. El bateria Lars Wehner i el guitarra Germano Sanna van unir-se a Antonik i Bross per enregistrar el següent disc, titulat Emprise to Avalon, que va veure la llum el 2002. Malgrat això, aquests membres no van ser definitius, ja que Bross va deixar la banda poc després d'acabar l'enregistrament del disc i Marcus Riewaldt va entrar a cobrir el baix. Un any més tard, Marcel Schoenen va retornar per substituir a Sanna.
El fet que es tornés a canviar el repertori de músics va afectar les responsabilitats creatives i, pel sisè àlbum, Signs for the Fallen, tots els membres van contribuir a compondre el material. Tot i que els components del grup van seguir sent els mateixos, van tenir desacords amb la discogràfica i se'n van separar, així que es van autofinançar el següent àlbum i després van signar un nou acord amb la discogràfica Armageddon Music. Command to Charge va ser publicat el 2005.
El seu vuitè treball, Caledonia, va sortir al mercat el 17 de novembre del 2006. Aquest àlbum, de temàtica escocesa, incloïa títols amb cornamuses escoceses de la mà d'Axel Römer, que també va participar en alguns dels concerts més grans.
Entre el 5 i el 12 d'agost del 2007, van reeditar algunes cançons antigues i en van remasteritzar unes altres per ajuntar-les en un recopilatori titulat 13 Years of Celtic Wartunes. Aquesta recopilació va ser publicada el 25 d'abril del 2008 juntament amb un DVD que contenia gravacions de la seva actuació al Wacken del 2007 i del seu concert acústic al Festival Kielowatt del 2006. A Europa es va publicar el 28 d'abril del 2008 i als Estats Units, el 10 de juny del 2008.
Poc després de la seva actuació a Ultima Ratio 3, al novembre de 2007, la banda va anunciar que Marcel Schoenen havia deixat la banda per segona vegada per concentrar-se en la seva carrera. Com a conseqüència, van reclutar Tim Siebrecht a la guitarra, que provenia de la banda dissolta Sleeping Gods.
SuidAkrA va tornar als estudis de gravació de Gernhart el novembre de 2008 per enregistrar el seu novè àlbum, Crógacht. Aquest àlbum encara tenia més influències cèltiques i adoptava el títol del nom gal·lès de la valentia. Aquest treball va veure la llum el 20 de febrer del 2009 a Alemanya, el 23 de febrer a la resta d'Europa i el 3 de març als Estats Units, i va venir acompanyat d'una gira per Estats Units i Europa durant el 2009.
El maig del 2009, SuidAkrA va anunciar una gira per la Xina i també va informar als seus fans que el guitarra i vocal secundari de la gira, Sebastian Hintz, havia esdevingut un membre de la banda a ple dret.
El 6 d'octubre del 2010, després d'una breu gira i aparicions en alguns festivals, la banda va anunciar que començarien a enregistrar el seu desè àlbum, Book of Dowth, que es va publicar el 25 de març del 2011. Early the next year, the band signed with AFM Records,
El febrer del 2012, SuidAkrA va tocar a l'Índia per primera vegada i el 4 de febrer del 2012 van tocar a la universitat VIT de Vellore amb motiu del festival cultural Riviera 2012 de la universitat. El 5 de febrer van tocar al Summer Storm Festival, a Bangalore, juntament amb Theorized (Índia), Eccentric Pendulum (Índia), Nothnegal (Malé) i el grup principal, Opeth.
SuidAkrA també va tocar a l'Open Air de Bangalore, que va tenir lloc el 16 de juny del 2012, en lloc de Iced Earth, que va haver de cancel·lar la seva actuació.

## Membres

### Membres actuals
- Arkadius Antonik - veu, guitarra (1994–actualitat), teclat (2000–actualitat)
- Lars Wehner - bateria, segona veu (2001–actualitat)
- Tim Siebrecht - baix (2012–actualitat), guitarra en concerts, veu clara (2008–2009)

### Músics de concerts
- Marius "Jussi" Pesch - guitarra, veu clara (2010–actualitat)
- Sebastian "Seeb" Levermann - guitarra, veu clara (2009)

### Membres anteriors
- Sebastian Hintz - guitarra, veu clara (2009–2010)
- Stefan Möller - bateria, veu (1994–2000)
- Daniela Voigt - teclat, veu (1994–2000)
- Christoph Zacharowski - baix (1994–1998)
- F.T. - baix (1999–2001)
- Nils Bross - baix (1998–1999)
- Marcus Riewaldt - baix (2002–2012)
- Marcel Schoenen - guitarra, veu clara (1994–2000, 2005–2007)

## Discografia

### Àlbums
- Lupine Essence (1997)
- Auld Lang Syne (1998)
- Lays From Afar (1999)
- The Arcanum (2000)
- Emprise to Avalon (2002)
- Signs for the Fallen (2003)
- Command to Charge (2005)
- Caledonia (2006)
- Crógacht (2009)
- Book of Dowth (2011)

### Demos
- Dawn (1995)

### Recopilatoris
- 13 Years of Celtic Wartunes (2008)